# Hummer H2
Hummer H2 — внедорожник американской компании General Motors, продававшийся под брендом Hummer с 2002 года на специально построенном заводе в Мишаваке, штат Индиана, США. В 2004 году было налажено отвёрточное производство в Калининграде. В 2009 году выпуск модели был прекращён.
Калининградская версия отличается от американской отсутствием второй аккумуляторной батареи, дополнительного шестого места в багажнике, лебёдки и другого оборудования. Это позволило уложить вес в 3,5 тонны полной массы — границу категории «В».

## Hummer H2 SUT
Hummer H2 SUT — пикап, выпускался с 2005 до 2009 года производителем General Motors. Пикап H2 SUT имеет короткий кузов с полезной длиной всего 0,88 м. Однако задняя стенка кабины может складываться, в результате чего грузовой отсек удлиняется до 1,85 м, а его вместимость повышается до 1 490 л.

## 2009 модельный год
На модели H2 SUV и H2 SUT 2009 модельного года устанавливался 6,2-литровый двигатель V8 с компактным блоком цилиндров из алюминиевого сплава, развивающий максимальную мощность 293 кВт (398 л.с.) и 6-ступенчатая автоматическая коробка передач Hydra-Matic 6L80. Двигатель откалиброван для работы в режиме FlexPower, что позволяет использовать этанол E85, бензин или сочетание этих видов топлива.

## Продажи в США
| Год    | Продажи в США |
| ------ | ------------- |
| 2002   | 18 861        |
| 2003   | 34 529        |
| 2004   | 29 898        |
| 2005   | 33 140        |
| 2006   | 17 472        |
| 2007   | 12 431        |
| 2008   | 6 095         |
| 2009   | 1 513         |
| Всего: | 153 026       |